# 徐彬 (1963年)
徐彬（1963年11月—），男，汉族，云南昆明人，中华人民共和国政治人物，现任云南省政协副主席，中国民主同盟中央委员会常务委员、云南省委员会主任委员。
2023年1月14日，当选云南省人大常委会副主任，卸任云南省政协副主席职务。